# Georgi Konstantinowitsch Mossolow

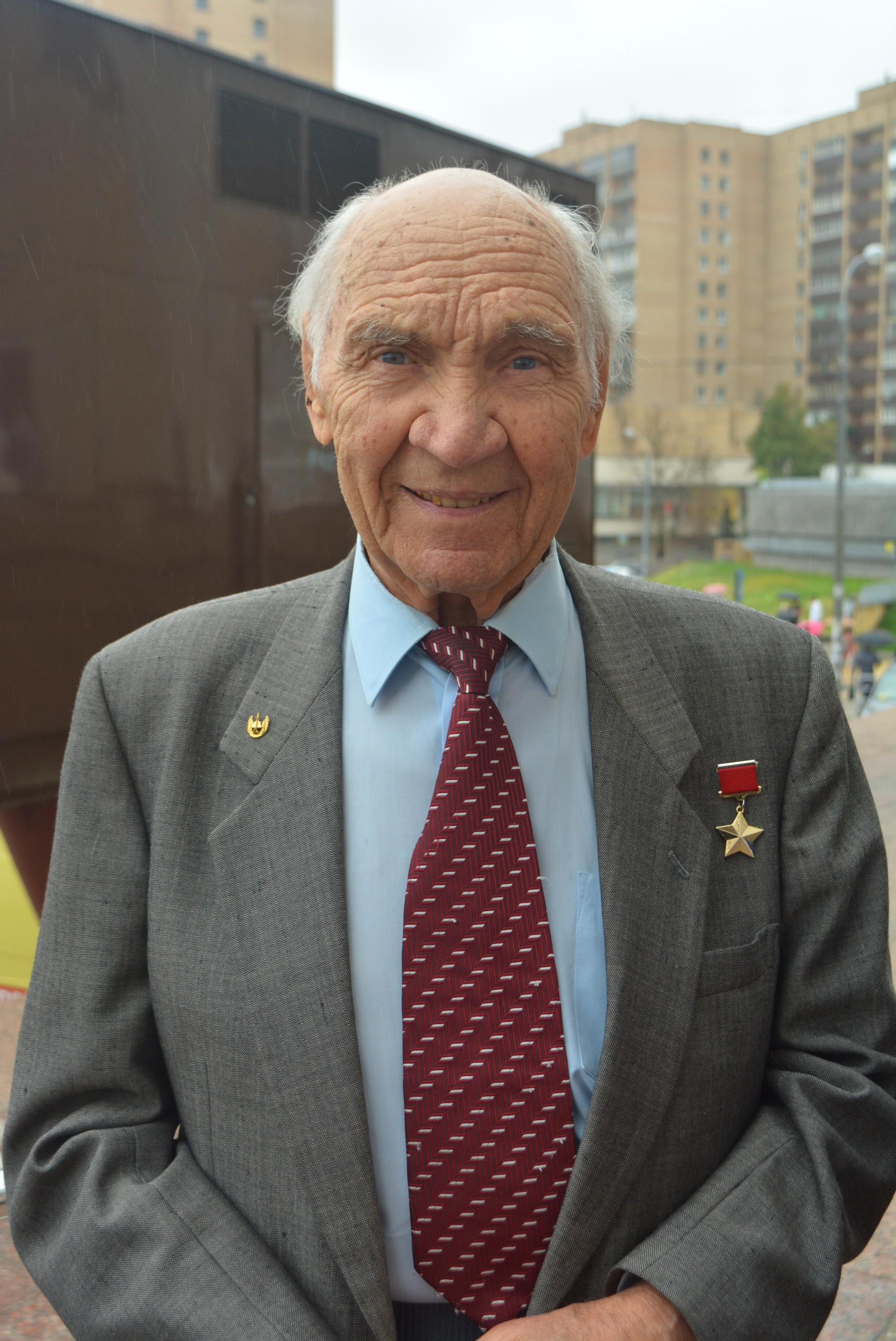
Georgi Konstantinowitsch Mossolow im Jahre 2016

Georgi Konstantinowitsch Mossolow (russisch Георгий Константинович Мосолов, wiss. Transliteration Georgij Konstantinovič Mosolov; * 3. Mai 1926 in Ufa; † 18. März 2018 in Moskau) war ein sowjetischer Testpilot und Held der Sowjetunion.

## Leben
Mossolow kam während des Zweiten Weltkrieges mit Flugzeugen in Kontakt und lernte von 1943 bis 1946 das Segelfliegen in einem Club. Anschließend trat er in die Luftstreitkräfte der Sowjetunion ein und beendete seine Ausbildung zum Militärpiloten 1948. Zunächst war er als Jagdflieger, dann als Fluglehrer eingesetzt.
Seine besonderen fliegerischen Fähigkeiten erlaubten ihm, zwischen 1951 und 1953 eine Ausbildung zum Testpiloten erfolgreich abzuschließen. Mossolow wurde 1959 berühmt, als es ihm am 31. Oktober gelang, mit einer als Je-66 bezeichneten Rekordversion der MiG-21 den absoluten Geschwindigkeitsweltrekord (2388 km/h) für Flugzeuge erstmals in die UdSSR zu holen. Im Jahre 1960 erhielt er den Titel Held der Sowjetunion. Es gelang ihm 1961, auch den absoluten Höhenweltrekord zu brechen (34.174 m). Am 7. Juli 1962 konnte er mit einer Mikojan-Gurewitsch Je-166 den absoluten Geschwindigkeitsweltrekord auf 2681 km/h erhöhen.
Am 11. September 1962 überlebte Mossolow schwer verletzt (Frakturen beider Arme, eines Beines, Kopfverletzungen) einen Unfall mit einer Je-8, deren Triebwerk sich bei Mach 1,7 zerlegte. Bei einer Geschwindigkeit von ca. 800 km/h rettete er sich mit dem bereits veralteten und nur im ersten Prototypen verbauten Schleudersitz SK. Die Folgen dieser Verletzungen verhinderten eine Wiederaufnahme seiner erfolgreichen Tätigkeit als Testpilot. Er gab seine Erfahrung jedoch als Ausbilder von Testpiloten weiter.
Georgi Mossolow war ein enger Freund des ersten Kosmonauten Juri Gagarin, dem er im März 1961 erstmals auf seinem Heimatflugplatz Schukowski begegnete.